# Kristian Ranta
Kristian Ranta (Helsinki, 13 maggio 1981) è un chitarrista finlandese.
Ha fatto parte della melodic death metal band finlandese Norther, in cui ricopriva il ruolo, oltre di chitarrista, anche di corista nelle parti in cui era richiesta una voce pulita.

## Biografia
Ha iniziato a suonare il pianoforte a circa 6 anni, e passa alla chitarra a 15 anni.
Nel 2000 si unisce ai Norther, in cui ha militato fino allo scioglimento della band, avvenuto nel Luglio 2012.

## Equipaggiamento
- Jackson RR Custom
- Jackson KV-2
- attualmente usa la sua signature model anfisound

## Discografia

### Con i Norther

#### Demo
- Warlord - 2000

#### Full-length
- Dreams of Endless War - 2002
- Mirror of Madness - 2003
- Death Unlimited - 2004
- Till Death Unites Us - 2006
- N - 2008

#### EP
- Solution 7 - 2005
- No Way Back - 2007

#### DVD
- Spreading Death - 2004

### Con i Gashouse Garden
- Demo - 2003